# 秋田県道21号大館停車場線
秋田県道21号大館停車場線（あきたけんどう21ごう おおだてていしょじょうせん）は、秋田県大館市を通る県道（主要地方道）である。

## 概要
大館市御成町1丁目（JR東日本奥羽本線・花輪線 大館駅）から南東へ250メートルを右に折れると片側2車線になる。そのまま400メートル直進して、御成町2丁目交差点で秋田県道2号大館十和田湖線に合流・左折し、終点まで重複区間360メートルを進んで有浦1丁目交差点（国道7号・交点）に至る短距離路線である。

### 路線データ
- 総延長 : 936 m[3]
- 実延長 : 576 m[3]
- 起点 : 秋田県大館市御成町1丁目108（大館駅前）[4]
- 終点 : 秋田県大館市有浦1丁目180番地先（有浦1丁目交差点、国道7号交点・県道2号上）[4]
- 未供用区間 : なし[3]

## 歴史
御成町2丁目の片側2車線区間は、当初、当県道の所属であったが、昭和29年に認定を解除され国道7号単独区間となり、その後昭和47年に県道2号との重複区間となり、さらにその後県道2号のルート変更にともない再び当県道の単独区間となった。
- 1954年（昭和29年）
  - 1月20日 - 建設省（現・国土交通省）が主要地方道に指定。
  - 12月2日 - これまでの県道大館停車場線の起点終点を逆転し、改めて大館市松木境（大館停車場）から大館市二本杉下[5]（国道7号交点）が秋田県道に認定され[4]、同時に大館市長倉 - 大館市二本杉下[6]の認定を解除される[7]。
- 1968年（昭和43年）10月12日 - 御成町2丁目を大火で焼失した[8]。
- 1970年（昭和45年） - 昭和43年の大火からの復興の際に御成町二丁目商店街約250 mにアーケードを設置[9]。
- 1993年（平成5年）5月11日 - 建設省から、県道大館停車場線が大館停車場線として主要地方道に再指定される[10]。
- 2015年（平成27年）11月30日 - 7月から総事業費4220万円で御成町二丁目商店街のアーケードの撤去と街路灯のLED化の工事を行い、完了する[9]。

## 路線状況
御成町2丁目の大火から復興したあとでアーケード商店街になったが、商業施設の郊外化が進み閑散としており、アーケードは老朽化により2015年に撤去される。

### 重複区間
- 秋田県道2号大館十和田湖線（大館市御成町2丁目交点- 大館市有浦1丁目終点）360 m[3]

### 冬期閉鎖区間
- なし[11]

### 交通不能区間
- なし[12]

## 地理

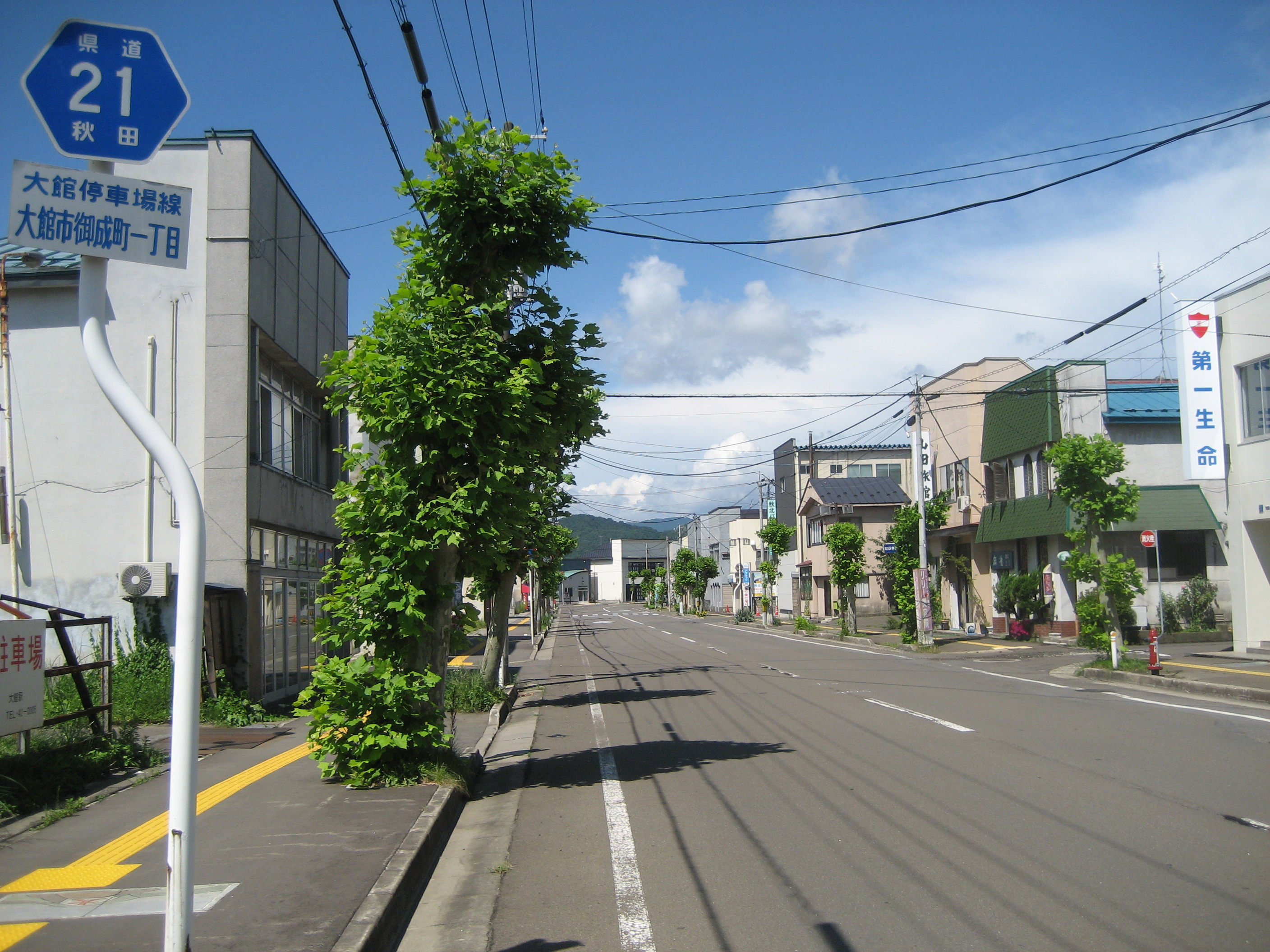
大館市御成町1丁目付近（大館駅方向を撮影）

### 交差する道路

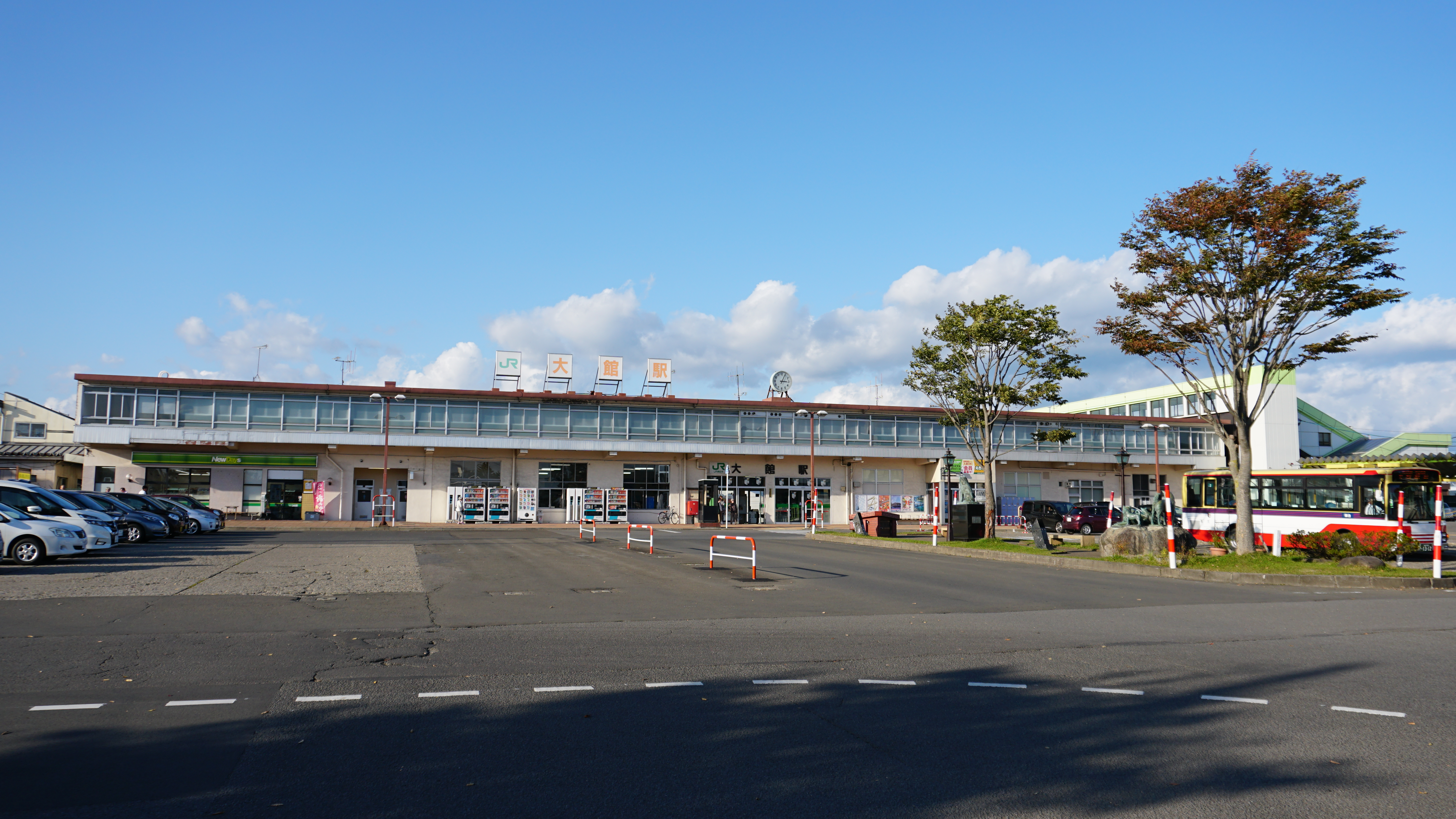
起点・大館駅

| 施設名            | 接続路線名                        | 備考 | 所在地                                                  |
| ----------------- | --------------------------------- | ---- | ------------------------------------------------------- |
| 大館駅前          |                                   | 起点 | 大館市御成町1丁目                                       |
| 御成町2丁目交差点 | 秋田県道2号大館十和田湖線         |      | 大館市御成町2丁目北緯40度17分0.77秒 東経140度33分34.5秒 |
| 有浦1丁目交差点   | 国道7号 秋田県道2号大館十和田湖線 | 終点 | 大館市有浦1丁目                                         |

### 沿線の施設
- JR東日本奥羽本線・花輪線 大館駅
- 大館駅前バス乗り場
- 花善
- ニッポンレンタカー大館駅前営業所
- 秋北バス本社・大館駅前バスステーション
- 大館駅前郵便局
- 秋田銀行大館駅前支店
- いとく大館ショッピングセンター